# شريان لعلى (يهر)

تعديل مصدري - تعديل

شريان لعلى هي إحدى قرى عزلة يهر بمديرية يهر التابعة لمحافظة لحج، بلغ تعداد سكانها 45 نسمة حسب تعداد اليمن لعام 2004.